# عبدالحسین اسکندری
عبدالحسین اسکندری (۱ آذر ۱۳۳۵ – ۸ آبان ۱۳۸۷) گوینده رادیویی و مجری تلویزیونی در ایران بود.
نتیجهٔ کارهای اولیه وی فیلم "زنگوله" بود که به جشنواره فیلم کوتاه فردوسی راه یافت و اسکندری نفر برگزیدهٔ جشنوارهٔ فیلم شد. او سپس در سال ۱۳۵۸ راه فرانسه را برای تحصیل در پیش گرفت و نسخه‌ای از فیلم خود را در سینماتِک فرانسه یافت و به ادامه این راه تشویق شد. با آغاز جنگ به ایران بازگشت و در دوران جنگ، شب‌ها در سازمان رادیو با مردم حرف می‌زد. او با برنامهٔ پویندگان و آزمایشگاه رایگان وارد تصویر شد و با برنامه سیمای هفته تصویر خود را در خاطره‌ها ثبت کرد. بعد از خبر، نیم نگاه، شب به خیر تهران و میعاد شبانه برنامه‌های تلویزیونی و راه شب، صبح جمعه با شما و رادیو پیام خاطره‌انگیزترین برنامه‌های رادیویی او بودند.
عبدالحسین اسکندری در ۸ مرداد ۱۳۸۷ بر اثر سرطان معده و کبد چشم از جهان فروبست. صدا و سیمای وقت، خبر درگذشت او را در حد یک زیرنویس در چند برنامه شبانه بازتاب داد.